# Naghadeh
Naghadeh (en persan : نقده, en Azerbayjan : sulduz)(kurdistan : sundus) est une ville du nord-ouest de l'Iran dans la province de l'Azerbaïdjan occidental. Elle se situe à 23 km au sud du lac d'Orumieh, à environ 1 300 mètres d'altitude.

## Villages
- Sakhasi Tappeh